# Kho lưu trữ tín hiệu nhu cầu
Kho lưu trữ tín hiệu nhu cầu (DSR) là kho dữ liệu được thiết kế để tích hợp và xóa dữ liệu nhu cầu và tận dụng dữ liệu đó cho các nhà sản xuất hàng tiêu dùng, nhà bán lẻ dịch vụ và khách hàng cuối một cách hiệu quả. Làm sạch nó và đồng bộ hóa nó với dữ liệu được cung cấp và nội bộ cho phép các công ty cung cấp cho người dùng doanh nghiệp một cái nhìn đầy đủ hơn về hiệu suất bán lẻ của họ. Bản thân kho lưu trữ là một cơ sở dữ liệu lưu trữ thông tin theo định dạng cho phép dễ dàng truy xuất thông tin để người dùng có thể nhanh chóng truy vấn cơ sở dữ liệu để xác định những gì đang bán, ở đâu, khi nào và như thế nào. Xác định hết hàng (OOS) là một yêu cầu. Tận dụng dữ liệu đó để thực hiện phân tích dự đoán là nơi các ứng dụng thực sự tận dụng POS trong mô hình dữ liệu của chúng để giúp xác định cả tác động hiện tại và tiềm năng.
Với kiến trúc phù hợp, DSR sẽ phát triển theo nhu cầu kinh doanh. Nó sẽ được tận dụng trên nhiều nhóm kinh doanh bao gồm quản lý danh mục, chuỗi cung ứng, quản lý hàng tồn kho, quảng bá và quản lý sự kiện, bán hàng, tiếp thị, v.v.
Người dùng sẽ có thể sử dụng bất kỳ công cụ cần thiết cho các yêu cầu công việc cụ thể của họ. Nếu họ không thể, thì bạn có một giải pháp điểm là độc quyền và không phải là DSR thực sự. Một kiến trúc mở nên có giao diện người dùng trực quan cho phép người dùng dễ dàng nhận được báo cáo để giúp họ hiểu doanh số bán hàng, quản lý danh mục và thông tin thương hiệu, v.v. Người dùng có thể dễ dàng có thể kéo, thả và khoan vào thông tin. Họ có thể lấy dữ liệu từ nhiều bộ dữ liệu, chia sẻ báo cáo một cách an toàn, tạo cảnh báo, v.v. Ngoài ra, người dùng có yêu cầu công việc cụ thể, chẳng hạn như độ co giãn giá hoặc phân tích ROI quảng cáo, v.v. không được xử lý trong DSR của họ có thể có một công cụ thay thế họ cần sử dụng để tận dụng dữ liệu POS. DSR được thiết kế đúng sẽ cho phép các công cụ khác (ngoài công cụ của riêng họ) tận dụng dữ liệu POS.
Cảnh báo sẽ xác định chính xác các lĩnh vực kinh doanh đòi hỏi sự chú ý ngay lập tức. Mục tiêu của DSR là cung cấp quyền truy cập nhanh hơn vào nhiều thông tin hơn, cải thiện mối quan hệ của nhà bán lẻ, tối đa hóa ROI, sắp xếp hiệu quả nội bộ và cải thiện hiệu suất ở tất cả các giai đoạn của chuỗi cung ứng và hỗ trợ nhiều bộ phận và nhóm.